# Malo (canción)
«Malo» es una canción interpretada por la cantante española Bebe, incluida en su álbum de estudio, Pafuera telarañas. Fue lanzado por la discográfica EMI Music como el sencillo debut de la cantautora el 5 de abril de 2004, y como descarga digital a través de iTunes (ahora Apple Music).[cita requerida]

## Antecedentes
Esta canción junto con el tema 'Ella' son canciones de denuncia contra la violencia de género. Sobre estas dos canciones explicó:

Lo que me llevó a grabarlas fue la empatía hacia el sufrimiento de ser maltratado. Fue un año muy violento, yo estaba aterrada, no lo viví en mis carnes, pero recuerdo en el telediario escuchar hasta tres casos de violencia de género en el mismo día. De ahí surgió el tema "Malo". "Ella" fue por una necesidad personal, una reflexión que surgió en un momento delicado, tras la muerte de una persona muy importante en mi vida. Me sirvió para motivarme, lo necesitaba.

## Recepción

### Uso en los medios
En 2006 fue utilizada como el tema de opening para la serie de Mujeres asesinas en su versión argentina de la misma.
En 2007 la canción logró entrar en el puesto 396° en la lista de las 500 mejores canciones del rock iberoamericano por el sitio Al Borde.